# Ruben Vandenborre
Ruben Vandenborre (Waregem, 14 april 1992) is een Belgische filmproducent, regisseur en scenarist.

## Levensloop
Hij behaalde in 2017 het diploma 'professionele bachelor in de audiovisuele technieken: film, tv en video' aan de hogeschool LUCA School of Arts, campus NARAFI. Daar studeerde hij af met de kortfilm Vriend van Goud, die hij schreef en regisseerde.
In 2018 richtte hij samen met Anthony Van Biervliet in Melle het productiehuis Dingie op. Van die maatschappij kwam in 2020 De familie Claus uit, als eerste langspeelfilm. In 2024 verliet hij de vennootschap en richtte hij zijn eigen productiehuis De Argonauten op.

## Filmografie
Als regisseur:
- 2022 - De Familie Claus 3 (film)
- 2021 - De Familie Claus 2 (film)
- 2018 - Vriend van Goud (kortflim)

Als producent:
- 2023 - Knokke Off (serie)
- 2022 - De Familie Claus 3 (film)
- 2022 - Hacked (serie)
- 2021 - De Familie Claus 2 (film)
- 2020 - De Familie Claus (film)
- 2016 - Fifty Fifty (kortfilm)

Als coproducent:
- 2023 - Neem me mee (film)

Als scenarist:
- 2022 - De Familie Claus 3 (film)
- 2021 - De Familie Claus 2 (film)
- 2020 - De Familie Claus (film)
- 2018 - Vriend van Goud (kortflim)

## Prijzen en nominaties

### Films
| Jaar | Film               | Prijs     | Categorie         | Resultaat   |
| ---- | ------------------ | --------- | ----------------- | ----------- |
| 2021 | De Familie Claus   | De Ensors | Beste jeugdfilm   | Gewonnen    |
| 2023 | De Familie Claus 3 | De Ensors | Beste jeugdfictie | Genomineerd |

### Series
| Jaar | Serie      | Prijs           | Categorie               | Resultaat   |
| ---- | ---------- | --------------- | ----------------------- | ----------- |
| 2023 | Knokke Off | Humo's Pop Poll | Beste serie (nationaal) | Gewonnen    |
| 2023 | Knokke Off | De Kastaars!    | Beste fictiereeks       | Gewonnen    |
| 2023 | Knokke Off | De Ensors       | Beste fictie-serie      | Genomineerd |